# Lamprosema latinigralis
Lamprosema latinigralis là một loài bướm đêm trong họ Crambidae.